# مالو دراير
ماريا لويزة آنا «مالو» دراير (بالألمانية: Maria Luise Anna "Malu" Dreyer) (مواليد 6 فبراير 1961)، سياسية ألمانية تنتمي للحزب الديموقراطي الاجتماعي (SPD). تشغل منذ 13 كانون الثاني 2013 منصب رئيسة وزراء ولاية راينلند بالاتينات. هي أول امرأة تشغل هذا المنصب. خدمت لمدة عام واحد كرئيسة للمجلس الاتحادي من 1 نوفمبر 2016-2017، مما جعلها بحكم منصبها نائبة لرئيس ألمانيا. كانت ثاني امرأة ترأس في البوندسرات والمرأة السادسة التي تشغل أحد المناصب الاتحادية الخامسة العليا في ألمانيا.

## روابط خارجية
- مالو دراير على موقع مونزينجر (الألمانية)
- مالو دراير على موقع ديسكوغز (الإنجليزية)